# Fethiye
Fethiye er en by beliggende i provinsen Muğla i Aegean-regionen i det sydlige Tyrkiet. Byen har omkring 167.114(2020) indbyggere, og strækker sig over 3.059 km².
Fethiye er beliggende samme sted som den historiske græske by Telmessos, hvis ruiner man kan se flere steder, bl.a. af byens hellenistiske teater.
14 km. syd for byen ligger badebyen Ölüdeniz, der er kendt for sine strande.
- Wikimedia Commons har flere filer relateret til Fethiye

 Der er for få eller ingen kildehenvisninger i denne artikel, hvilket er et problem. Du kan hjælpe ved at angive troværdige kilder til de påstande, som fremføres i artiklen.